# اتفاقية لاتران
معاهدة لاتران (الإيطالية: Patti Lateranensi) هي واحدة من ثلاثة إتفاقيات أبرمت عام 1929، بين مملكة إيطاليا و‌الكرسي الرسولي في قصر لاتيرانو صدقت في 7 يونيو 1920 وذلك لإنهاء المسألة الرومانية. وكانت إيطاليا حينها تحت الحكم الفاشي، غير أن الحكومات المتعاقبة قد أيّدت جميع المعاهدات.
اعترفت المعاهدة بمدينة الفاتيكان كدولة مستقلة خاضعة لسيادة الكرسي الرسولي. كما وافقت إيطاليا على منح الكنيسة الكاثوليكية تعويض مالي عن فقدان الولايات البابوية. عام 1948، أُدرجت معاهدة لاتران في دستور إيطاليا لتنظيم العلاقات بين الجمهورية الإيطالية والكنيسة الكاثوليكية. على الرغم من تعديل المعاهدة بشكل كبير عام 1984، منهيةً بذلك وضع الكاثوليكية كدين الدولة الوحيد في إيطاليا، إلا أن الفاتيكان لا يزال كيان سياسي وديني ذو سيادة مستقلة حتى يومنا هذا.

## الاتفاقية
تتألف اتفاقية لاتران من ثلاث معاهدات هي:
- المعاهدة السياسيّة، التي تشمل الاعتراف بالسيادة الكاملة للكرسي الرسولي على دولة الفاتيكان، التي أنشأت وعينت حدودها بموجب هذه الاتفاقية.
- المعاهدة الثانية التي تنظم موقف الكنيسة الكاثوليكية و‌الديانة المسيحية في إيطاليا.
- المعاهدة الثالثة، وهي مالية، إذ تنصّ على تسويات مالية نهائية، لتعويض الكرسي الرسولي عن الخسائر في المداخيل والممتلكات التي تكبدها في أعقاب توحيد إيطاليا.

## التاريخ
| جزء من سلسلة ثقافة الفاتيكان |
| اللغات • المرأة منتخب كرة القدم • أكاديمية العلوم أكاديمية العلوم الاجتماعية المرصد الفلكي النشيد البابوي الموسيقى • جوقة كنيسة سيستينا المراقب الروماني • مركز تلفزيون الفاتيكان كاتدرائية القديس بطرس • كنيسة سيستينا الميدان • المتاحف • المكتبة الحدائق • الأرشيف • قبر القديس بطرس القصر الرسولي • بيت القديسة مرثا غرف رافاييل • تمثال بيتتا |

بدأت المفاوضات بين الحكومة الإيطالية والكرسي الرسولي لإنهاء قضية سجين روما عام 1926 وانتهت بتوقيع الاتفاقيات الثلاثة بنجاح عام 1929. وقع للملك فيكتور الثالث ملك إيطاليا بنيتو موسوليني رئيس وزراء إيطاليا حينذاك، والبابا بيوس الحادي عشر من قبل الكاردينال بيترو غاسباري المعيّن وزير خارجيّة الفاتيكان في 11 فبراير 1929، وقد تمّ التوقيع في قصر لاتران ومن هنا جاءت التسمية.
شملت الاتفاقات السياسيّة، معاهدة إنشاء دولة مدينة الفاتيكان، وضمان السيادة الكاملة المستقلة لهذه الدولة التي يديرها الكرسي الرسولي. وتعهد البابا بموجبها الحياد الدائم في جميع العلاقات الدولية والامتناع عن التوسط في أي خلاف ما لم تطلب جميع الأطراف منه ذلك. نصّت الاتفاقية أيضًا على اعتبار الكنيسة الكاثوليكية الكنيسة الرسمية في إيطاليا، كما نصت على قبول الكرسي الرسولي تسوية ماليّة تعويضًا عن الخسائر الاقتصادية في أعقاب فقدان السلطة الزمنية على الدولة البابوية عام 1870.
نصّت الاتفاقية كذلك على أن تكون سبع كنائس كبرى داخل روما إلى جانب مقر إقامة البابا الصيفي في كاستلغندلفو جنوب روما ومجموعة من القصور منها قصر لاتران ضمن أملاك الكرسي الرسولي، وقد حددت المبالغ السنوية التي يجب دفعها من قبل الحكومة الإيطالية للفاتيكان بـ 3.250.000 ليرة إيطالية، كتعويض عن أملاك الدولة البابويّة. واحتفالاً للمفاوضات الناجحة، تم شق جادة المصالحة لغة إيطالية: Vella Conciliazione) التي تربط رمزيًا بين الفاتيكان وروما. وقد أدرجت الاتفاقات في دستور الجمهورية الإيطالية عام 1947.
تمت مراجعة الاتفاقيات الثلاثة عام 1984، ومن بين الأمور التي عدلت إنهاء كون الكنيسة الكاثوليكية كنيسة الدولة الرسميّة في إيطاليا وذلك احترامًا لفصل الدين عن الدولة، وأعيد تنظيم الناحية المالية. في العام 2008 أعلن الفاتيكان، أن الدولة لن تعتمد على الفور جميع القوانين الإيطالية كما كان يتم سابقًا، بسبب عدم احترام بعض القوانين معايير الحياة الفاتيكانية خصوصًا فيما يتعلق بالإجهاض، إلى جانب عدة قضايا أخرى.

## انتهاكات الاتفاقية
حظرت القوانين العنصرية الإيطالية لعام 1938 الزواج بين اليهود وغير اليهود، بمن فيهم الكاثوليك: اعتبر الفاتيكان هذا انتهاكًا للاتفاقية، التي منحتها الكنيسة وحدها الحق في تنظيم حالات الزواج التي تشمل الكاثوليك. نصت المادة 34 من الاتفاقية على أن حالات الزواج التي تعقدها الكنيسة الكاثوليكية ستُعتبر دائمًا صالحة من قبل السلطات المدنية. وفهمَ الكرسي الرسولي هذا على أنه ينطبق على جميع حالات الزواج في إيطاليا التي يحتفل بها رجال الدين الكاثوليك، بغض النظر عن معتقدات المتزوجين.

## معرض الصور

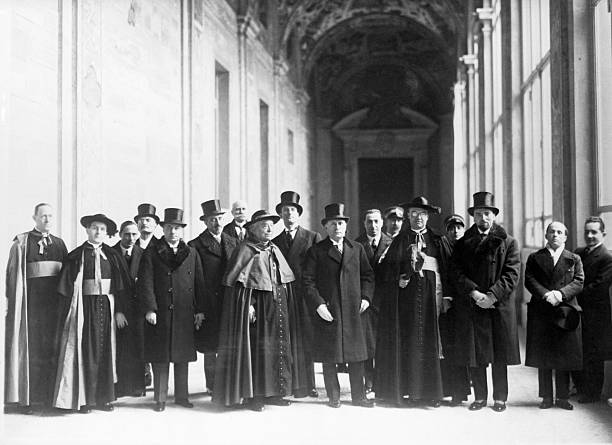
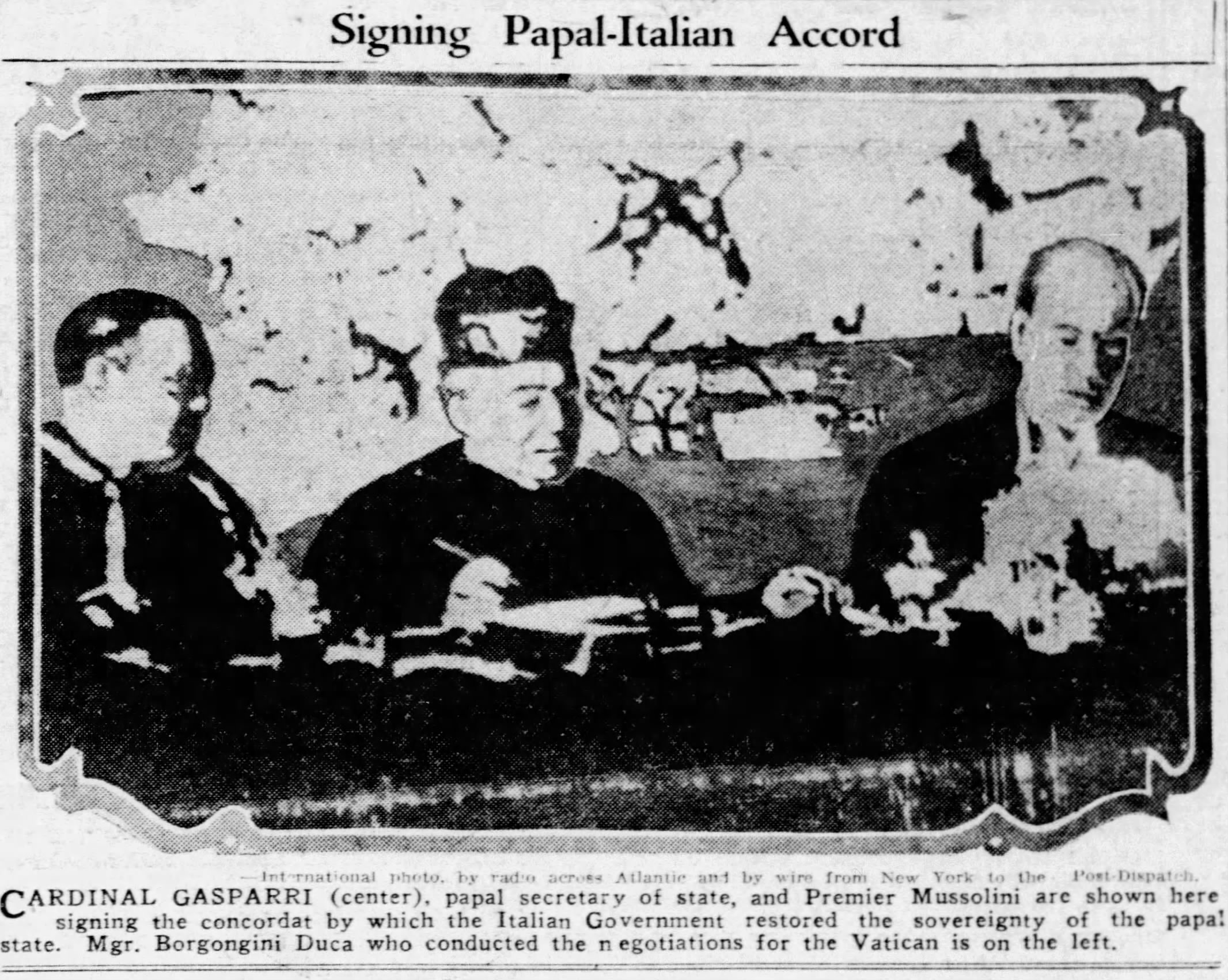
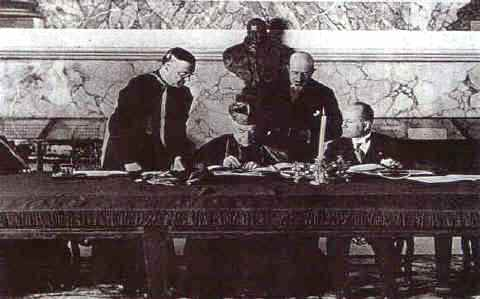
خلال توقيع الاتفاقية
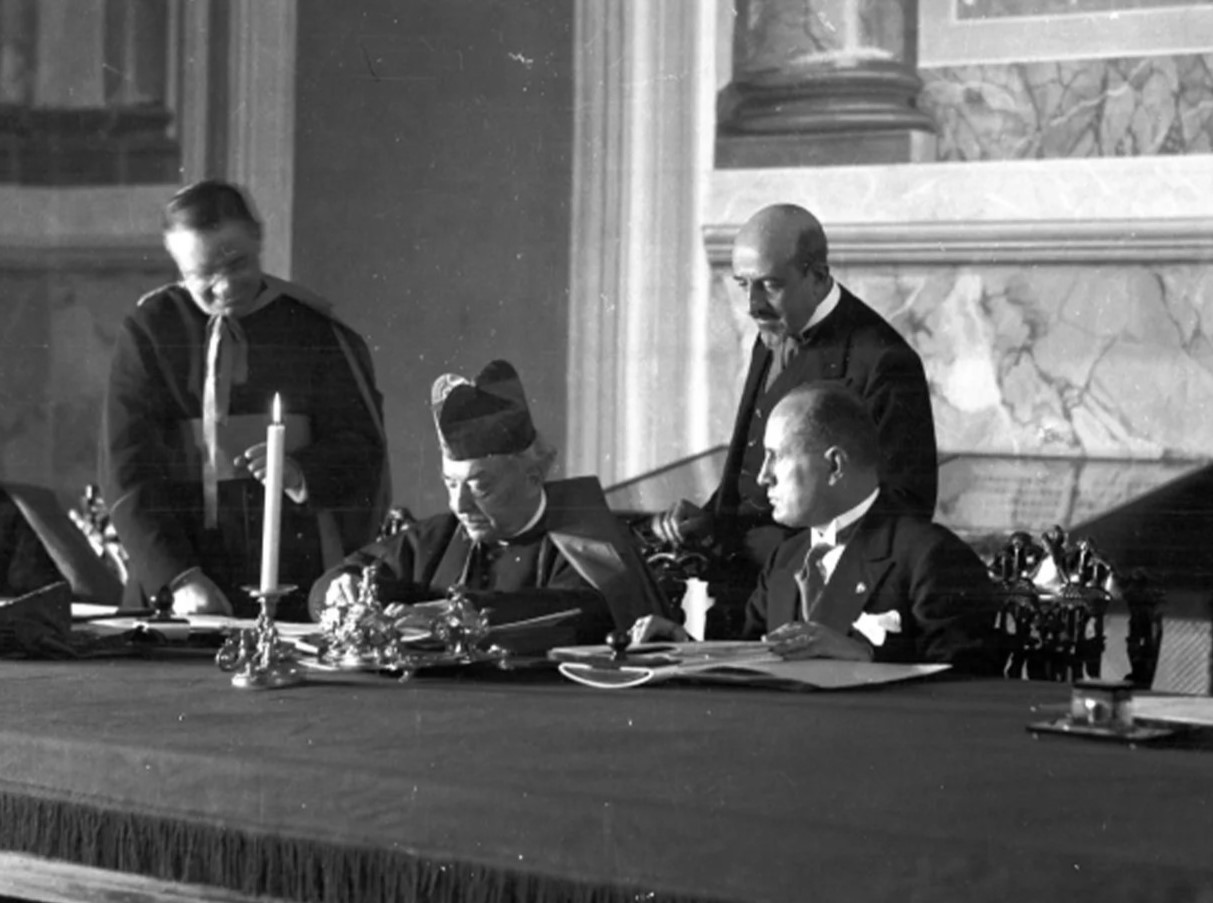
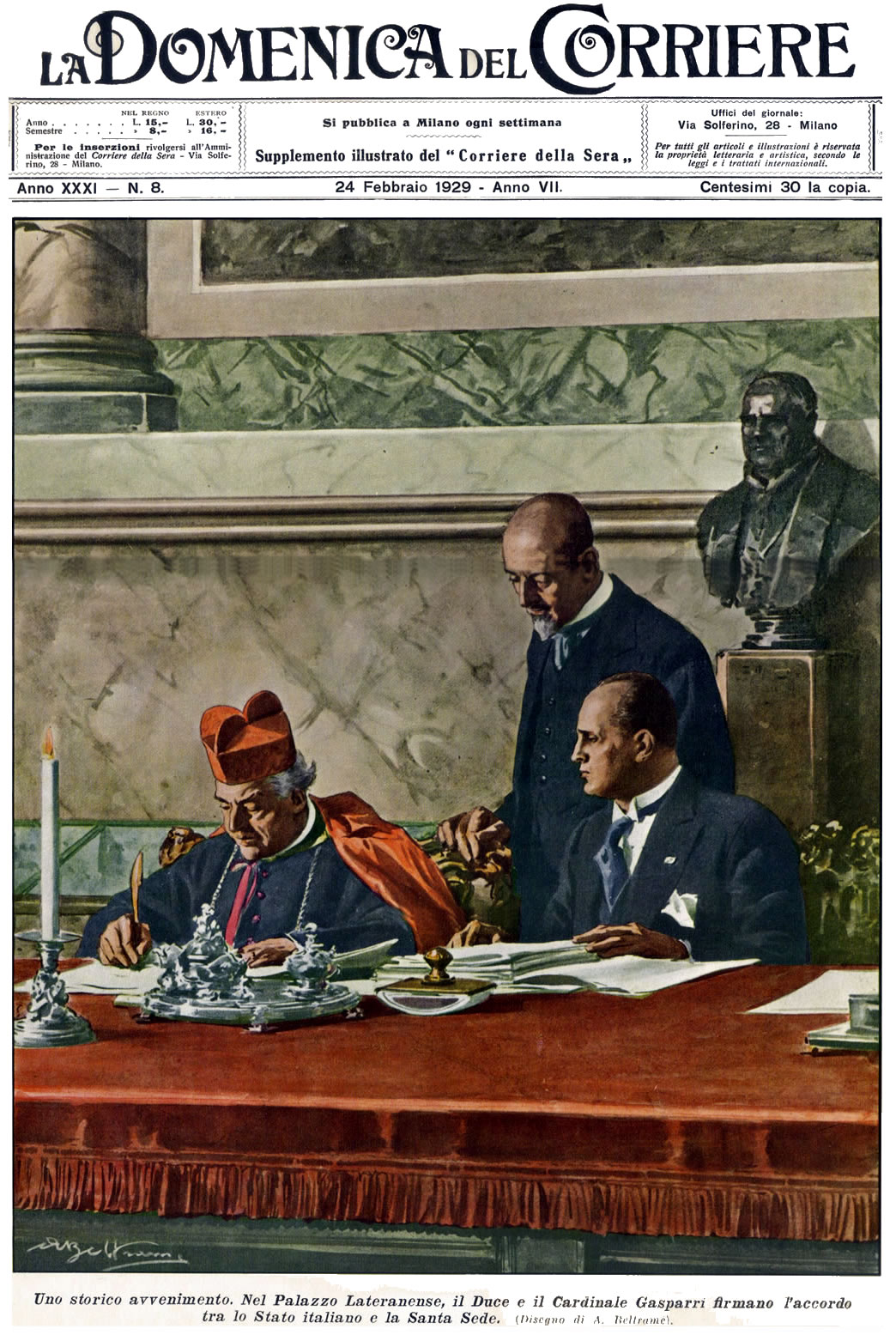
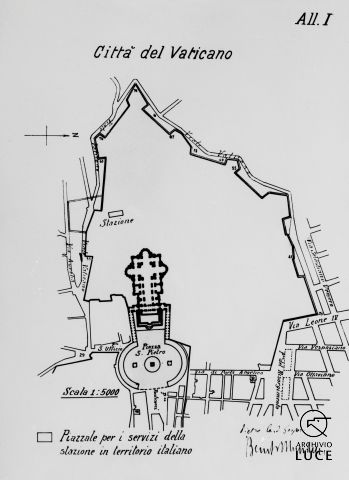
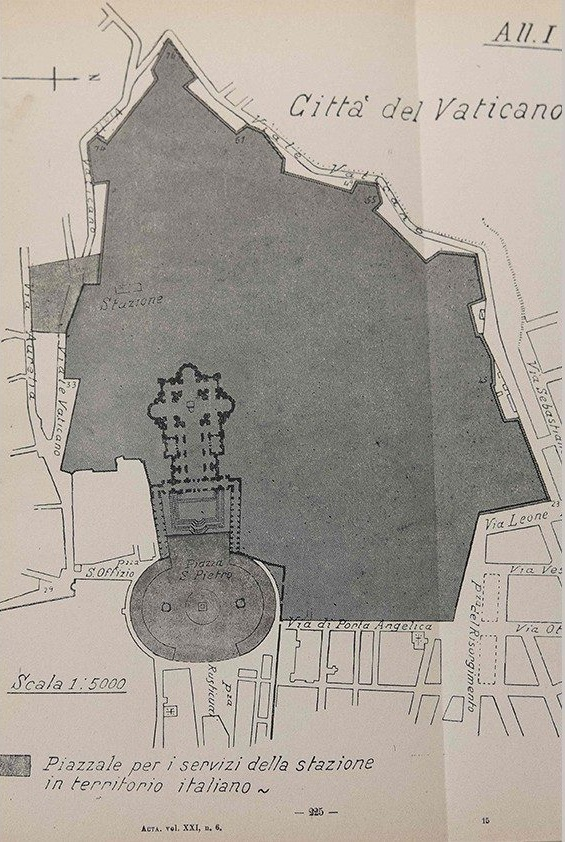
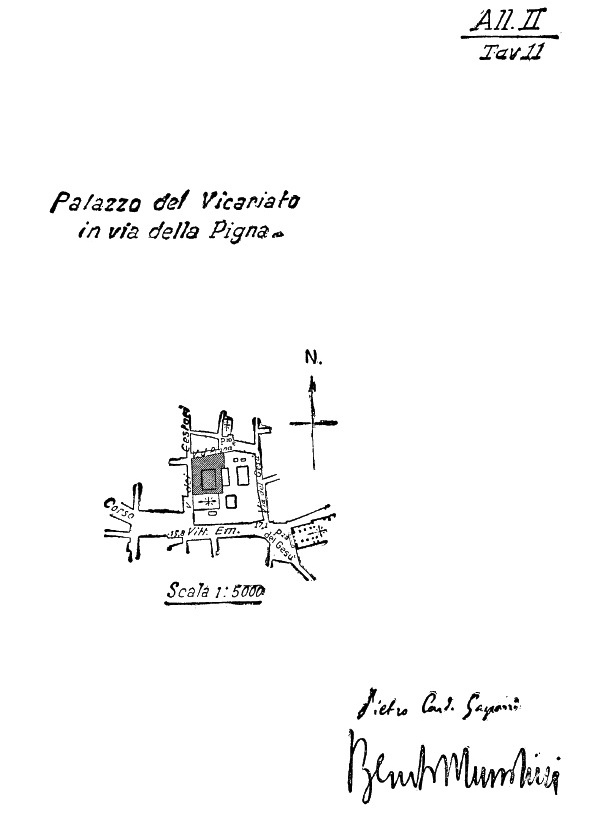
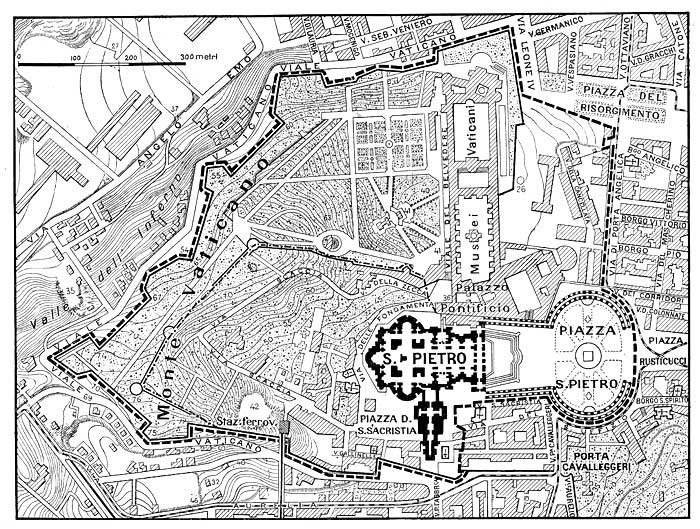
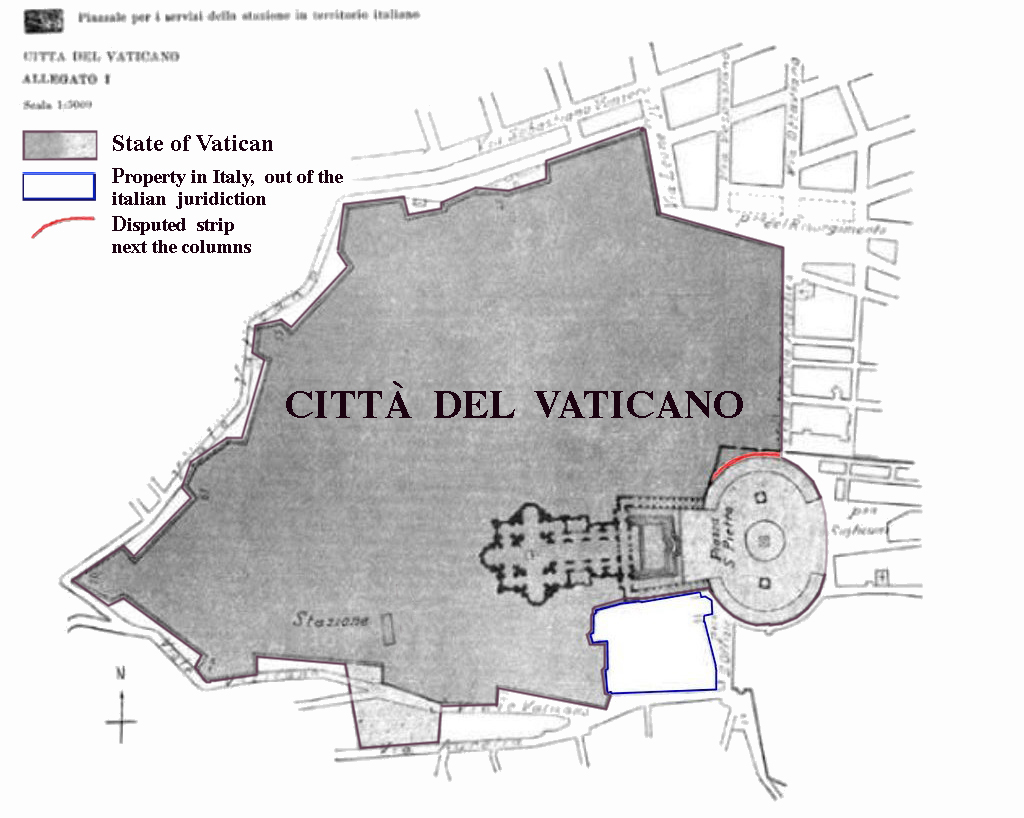
حدود الفاتيكان كما حددت في الاتفاقية.
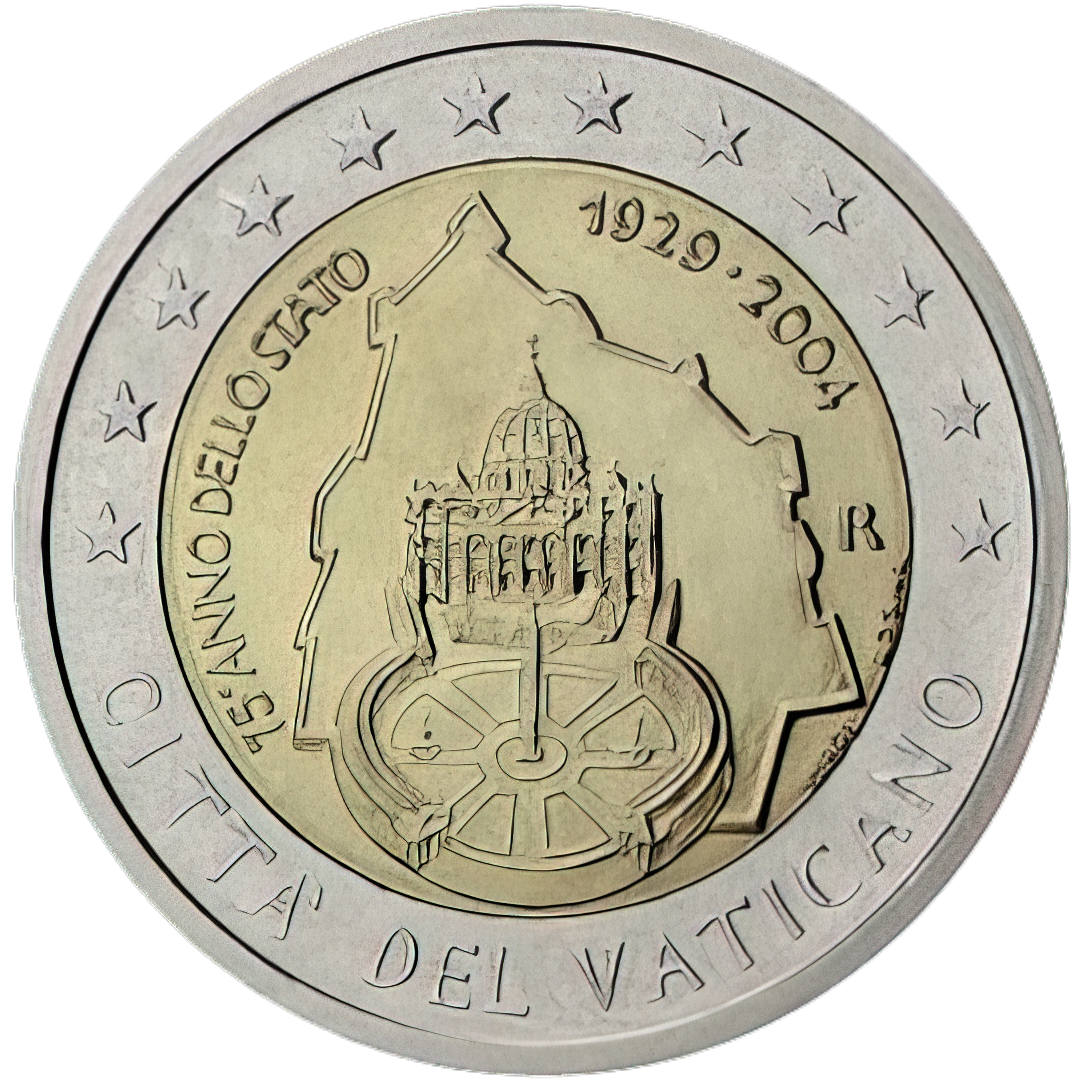
يورو خاص بالفاتيكان

## روابط خارجية
- اتفاقيات لاتران - موقع الفاتيكان. (بالإنجليزية)